# 롭 크로스

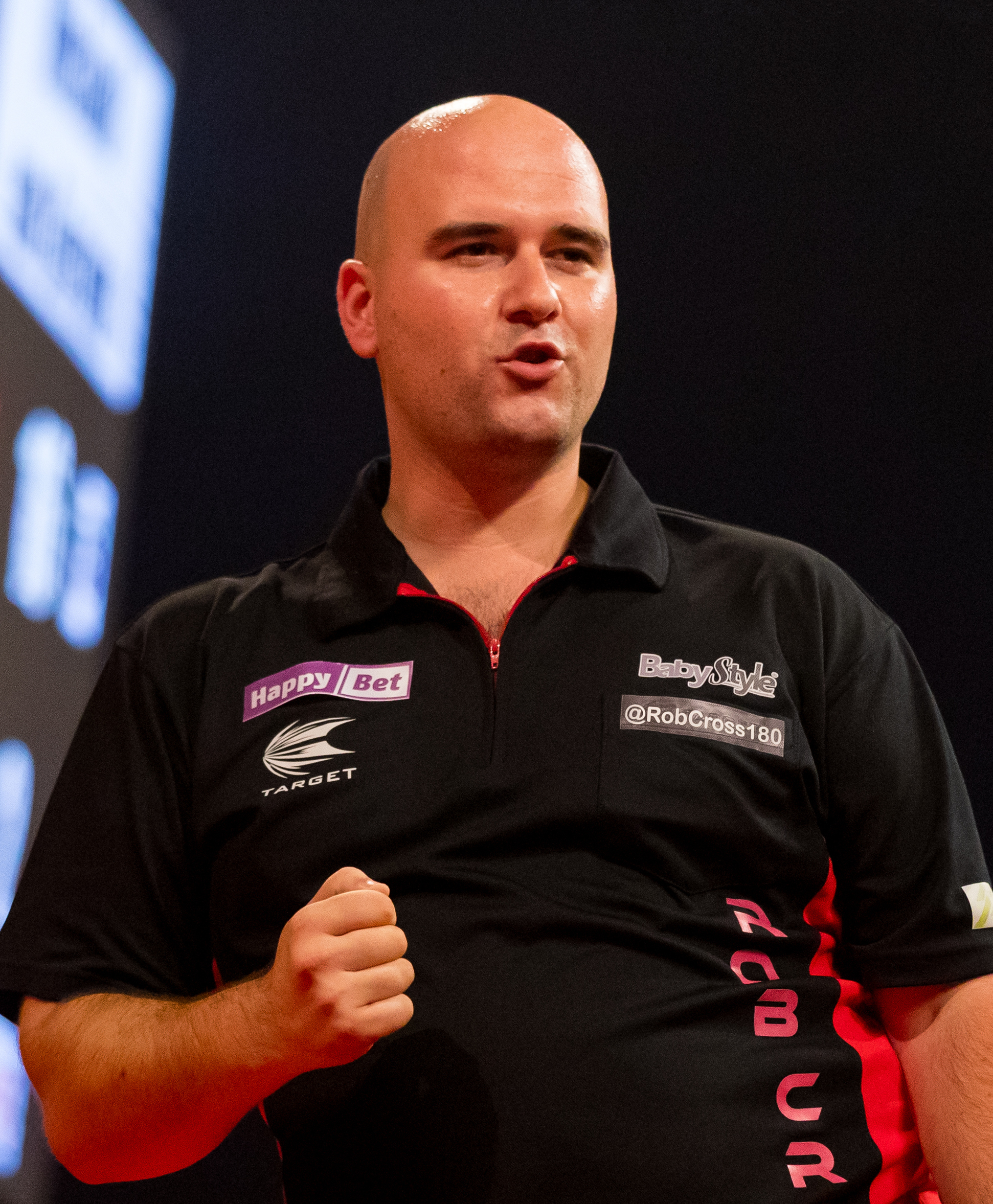
롭 크로스 (2017년)

롭 크로스(영어: Rob Cross, 1990년 9월 21일 ~ )는 잉글랜드의 다트 선수이다. 2018년 PDC 월드 다트 챔피언십에서 우승하였다.